# Daniel Roy
Daniel Roy (17 de enero de 2000) es un deportista estadounidense que compite en natación. Ganó dos medallas en el Campeonato Mundial Junior de Natación de 2017, oro en 200 m braza y plata en 4 × 100 m estilos mixto, una medalla de bronce en la Universiada de 2019 y cuatro medallas en el Campeonato Pan-Pacífico Junior de Natación de 2018.